# Charles Demunter
Charles Demunter, né le 12 janvier 1897 et mort à une date inconnue, est un footballeur international belge actif durant les années 1920.

## Carrière en club
Charles Demunter fait ses débuts avec l'équipe première du Sporting Club anderlechtois en 1919. À l'époque, le club milite en Promotion, le second niveau national. Après deux saisons, le club est promu pour la première fois en Division d'Honneur, le plus haut niveau belge, après un test-match victorieux contre le RFC Liège. Ce premier passage parmi l'élite dure deux ans puis le club est relégué. L'équipe ne traîne pas au niveau inférieur et remporte haut la main sa série de Promotion en 1924, lui permettant de revenir en Division d'Honneur. Devenu un joueur important de l'équipe au fil des saisons, Charles Demunter est appelé en équipe nationale belge en octobre 1924.
En 1925, Charles Demunter décide de quitter Anderlecht et rejoint un autre club bruxellois, le Daring, également actif en Division d'Honneur. Il y joue durant trois saisons et, après avoir assuré le maintien du club parmi l'élite en 1928, il met un terme à sa carrière de joueur.

### Statistiques
| Saison                | Club                  | Championnat           | Championnat | Championnat | Coupe(s) nationale(s) | Coupe(s) nationale(s) | Total | Total |
| Saison                | Club                  | Division              | M.          | B.          | M.                    | B.                    | M.    | B.    |
| 1919-1920             | SC Anderlecht         | Division 2            | -           | -           | 0                     | 0                     | 0     | 0     |
| 1920-1921             | SC Anderlecht         | Division 2            | -           | -           | 0                     | 0                     | 0     | 0     |
| 1921-1922             | SC Anderlecht         | Division 1            | -           | -           | 0                     | 0                     | 0     | 0     |
| 1922-1923             | SC Anderlecht         | Division 1            | -           | -           | 0                     | 0                     | 0     | 0     |
| 1923-1924             | SC Anderlecht         | Division 2            | -           | -           | 0                     | 0                     | 0     | 0     |
| 1924-1925             | SC Anderlecht         | Division 1            | -           | -           | 0                     | 0                     | 0     | 0     |
| Sous-total            | Sous-total            | Sous-total            | -           | -           | 0                     | 0                     | 0     | 0     |
| 1925-1926             | Daring CB             | Division 1            | -           | -           | 0                     | 0                     | 0     | 0     |
| 1926-1927             | Daring CB             | Division 1            | -           | -           | -                     | -                     | 0     | 0     |
| 1927-1928             | Daring CB             | Division 1            | -           | -           | 0                     | 0                     | 0     | 0     |
| Sous-total            | Sous-total            | Sous-total            | -           | -           | -                     | -                     | 0     | 0     |
| Total sur la carrière | Total sur la carrière | Total sur la carrière | 1           | -           | -                     | -                     | 1     | 0     |

## Carrière en équipe nationale
Charles Demunter compte une convocation et un match joué en équipe nationale belge. Celui-ci a lieu le 5 octobre 1924 lors d'un match amical disputé au Danemark.

### Liste des sélections internationales
Le tableau ci-dessous reprend toutes les sélections de Charles Demunter. Le score de la Belgique est toujours indiqué en gras.
| Date       | Compétition  | Adversaire | Lieu       | Score | Remarque |
| ---------- | ------------ | ---------- | ---------- | ----- | -------- |
| 05/10/1924 | Match amical | Danemark   | Copenhague | 2-1   |          |